# Taparella errudita
Taparella errudita är en insektsart som först beskrevs av Melichar 1902.  Taparella errudita ingår i släktet Taparella och familjen Flatidae. Inga underarter finns listade i Catalogue of Life.